# Yaris (videojuego)
Yaris es un videojuego de carreras publicitario de Toyota basado en la línea de autos subcompactos Yaris. Fue desarrollado para Xbox 360 y distribuido de forma gratuita en Xbox Live Arcade. El juego fue lanzado el 10 de octubre de 2007, pero luego fue eliminado de la Xbox Live Marketplace en noviembre de 2008.

## Jugabilidad
El juego es un juego de carreras de combate futurista simplificado que presenta tres modelos de Yaris, cada uno con un arma robótica prensil llamada "mecanosimbionte" que emana del capó. El color predeterminado del coche es rojo. Los modelos disponibles incluyen:
- Liftback de 3 puertas
- Sedán de 4 puertas
- Sedán S de 4 puertas

El juego consiste en correr a través de pistas de carreras de tubos en forma de U mientras recoges monedas, similar al minijuego en 3D llamado "Etapas especiales" en Sonic the Hedgehog 2. Las pistas están pobladas por enemigos abstractos como reproductores de MP3, ruedas en llamas con mortales rastros de fuego y extraños corredores de motocicletas. Los enemigos pueden ser atacados con la pistola láser "mecanosimbionte" del automóvil; algunos enemigos destruidos también liberan monedas.
Los autos se pueden actualizar con las monedas recolectadas, desde mejorar el chasis o las ruedas, cambiar el color, aumentar el almacenamiento de armas o aumentar la fuerza del escudo.
Las armas que se pueden obtener incluyen:
- hoja de sierra
- láser gatling
- lanzacohetes
- láser de escopeta
- cañón gauss

### Multijugador
El juego incluye multijugador para dos jugadores, tanto en la misma máquina como en Xbox Live. Los jugadores pueden ayudarse y obstaculizarse simultáneamente con varias "auras" que ocurren cuando los autos están cerca uno del otro. Presionar cada uno de los cuatro botones del controlador tiene un efecto diferente:
- A: Regenera los escudos de ambos autos
- X: Monedas extra de los enemigos
- B: Drena los escudos del oponente
- Y: Hace que las monedas emanen del oponente

## Recepción
El juego recibió críticas en gran medida negativas. Tiene una puntuación del 20% en GameRankings y 17 de 100 de Metacritic, el juego de Xbox 360 con la clasificación más baja en todo el sitio.
En la revisión de Joystiq, Dan Dormer le dio a Yaris una crítica mordaz, escribiendo que "Yaris no hace nada bien, y todo lo hace mal. Cada elemento, desde los gráficos hasta los controles y el juego en línea, simplemente está roto. Incluso al precio de gratis, este limón no es divertido ni vale la pena el precio de la etiqueta".
El crítico de Videogametalk.com, Mike Flacy, escribió sobre Yaris: "Como el título es completamente gratuito, debe hacerse diferentes preguntas relacionadas con el valor. Por ejemplo, "¿Vale la pena el título los 17.5 segundos que llevará descargarlo?". Esa es una dificil. Podrías sacar la basura en ese tiempo, una tarea mucho más gratificante que jugar al "Yaris". Este sentimiento de "no valer la pena el precio gratis" se repitió ampliamente en los principales sitios de revisión de videojuegos.
Solo una reseña positiva surgió del juego: Ars Technica, en su reseña titulada "Yaris: el éxito durmiente del año de Xbox Live Arcade" de Frank Caron escribió: "Es simple, es pequeño y es divertido. Ve a descargarlo, estoy seguro de que te sorprenderás gratamente". Sin embargo, el artículo incluía un subíndice que calificaba que otros miembros del personal del sitio no estaban de acuerdo con la evaluación de Caron. Gamesradar clasificó el juego en el puesto 33 en sus "50 peores juegos de todos los tiempos".